# Покасси
Пока́сси (рос. Покассы, ерз. Покассы) — село у складі Зубово-Полянського району Мордовії, Росія. Входить до складу Тархансько-Потьминського сільського поселення.
Населення — 112 осіб (2010; 157 у 2002).
Національний склад станом на 2002 рік:
- росіяни — 92 %